# Osen
Osen er en kommune i Trøndelag fylke i Norge. Osen ligger på vestsiden af Fosenhalvøen og grænser til Flatanger i nord, Namdalseid i øst og Roan i syd. I vest ligger norskehavet. Højeste punkt i kommunen er Storheia der er 601 moh.

## Historie
Oprinnelig var Osen del af Bjørnør herred. 
- 1. juni 1892 blev Osen selvstændig kommune efter en kongelig resolution fra 15. januar 1892.
- 1960 blev vejen østover til Namdalseid åbnet.
- 1979 blev vejen sydover til Roan åbnet.

## Forvaltning
Der findes fremdeles nogle offentlige tjenester som omfatter både Roan og Osen, med embedsnavnet Bjørnør: Bjørnør lensmannsdistrikt og Bjørnør prestegjeld. 